# Атриовентрикулярная реципрокная тахикардия
Атриовентрикулярная реципрокная тахикардия (АВРТ) - тип суправентрикулярной тахикардии. АВРТ чаще всего ассоциируется с синдромом Вольфа-Паркинсона-Уайта. При АВРТ дополнительный путь проведения позволяет волне возбуждения преждевременно проходить из предсердий в желудочки или наоборот.

## Этиология и эпидемиология
АВРТ составляют около 85–90% всех наджелудочковых тахикардий. Причинами чаще всего являются ИБС, пролапс митрального клапана, синдром WPW, скрытые дополнительные (аномальные) пути АВ-проведения.
Во всех случаях сохраняются три важнейших условия возникновения повторного входа волны возбуждения:
- наличие двух путей проведения, отличающихся скоростью проведения электрического импульса и длительностью рефрактерных периодов;
- наличие однонаправленной антероградной блокады проведения по так называемому быстрому каналу;
- возможность ретроградного проведения импульса по быстрому каналу.

## Классификация
Есть два основных типа АВРТ - узкокомплексная (ортодромная) и ширококомплексная (антидромная). По ширине комплекса QRS обычно можно отличить эти пароксизмальные аритмии:
- Узкий комплекс QRS (ортодромная АВРТ) - если тахикардия имеет узкий комплекс QRS, то антеградной ветвью (т.е. путем, по которому суправентрикулярный импульс поступает в желудочек) является АВ-узел/система Гиса-Пуркинье. В этом случае любое предвозбуждение пропадает, поскольку проведение не происходит через вспомогательный путь (т.е. желудочек не предвозбуждается).[1]Ортодромная атриовентрикулярная реентрантная тахикардия (АВРТ) при наличии вспомогательного АВ-пути

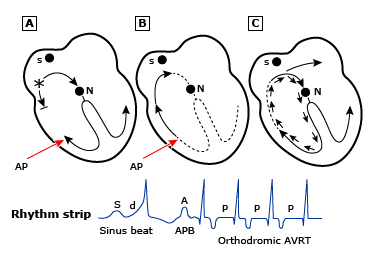
Ортодромная атриовентрикулярная реентрантная тахикардия (АВРТ) при наличии вспомогательного АВ-пути

- Широкий комплекс QRS (антидромная АВРТ) - если тахикардия имеет широкий комплекс QRS, возможны следующие варианты: АВРТ с антеградным проведением по вспомогательному пути (антидромная АВРТ) или ортодромная АВРТ с аберрантным проведением QRS, приводящим к широкому комплексу QRS.[1]Антидромная атриовентрикулярная реентрантная тахикардия (АВРТ) при наличии вспомогательного АВ-пути

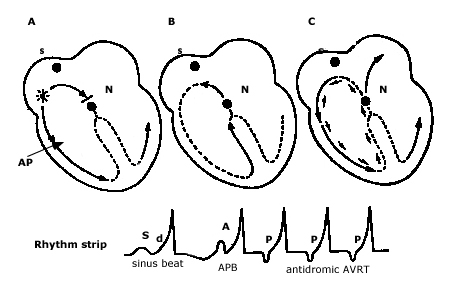
Антидромная атриовентрикулярная реентрантная тахикардия (АВРТ) при наличии вспомогательного АВ-пути

## Клиника
Симптомы могут быть весьма разнообразной в зависимости от ЧСС, результирующего артериального давления и перфузии тканей, сопутствующих заболеваний и чувствительности пациента к симптомам. У пациентов с АВРТ чаще встречаются такие симптомы:
- учащенное сердцебиение;
- синкопе или пресинкопе;
- легкое головокружение;
- диафорез (потливость);
- боль в груди;
- одышка.

## Диагностика
ЭКГ-признаки ортодромной АВРТ:

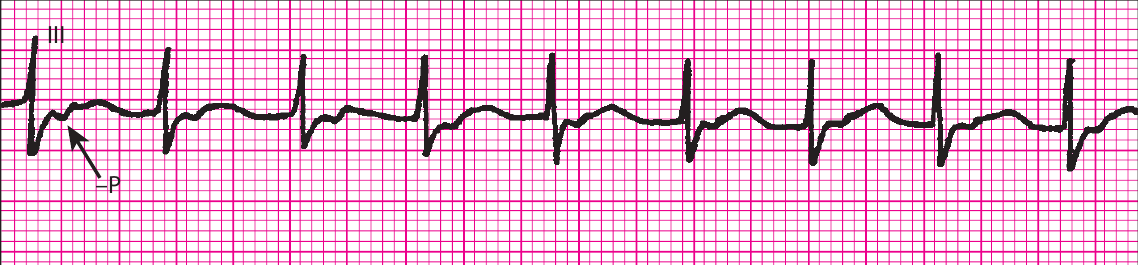
Электрокардиограмма при ортодромной АВРТ

1. Внезапное начало пароксизма с быстрым установлением максимальной частоты сердечного ритма;
2. Сохранение на протяжении всего пароксизма устойчивого регулярного ритма с ЧСС в пределах 120–240 в минуту;
3. Наличие в отведениях II, III и аVF отрицательных зубцов Р, располагающихся позади комплекса QRS, поскольку возбуждение, распространяющееся по большой петле re-entry, гораздо позже достигает предсердий, чем желудочков;
4. Наличие узких комплексов QRS, за исключением случаев, когда на фоне тахикардии возникает функциональная блокада одной из ножек пучка Гиса, и комплексы QRS становятся аберрантными;
5. Внезапное окончание пароксизма.[2]

ЭКГ-признаки антидромной АВРТ:
1. Широкие сливные комплексы QRS;

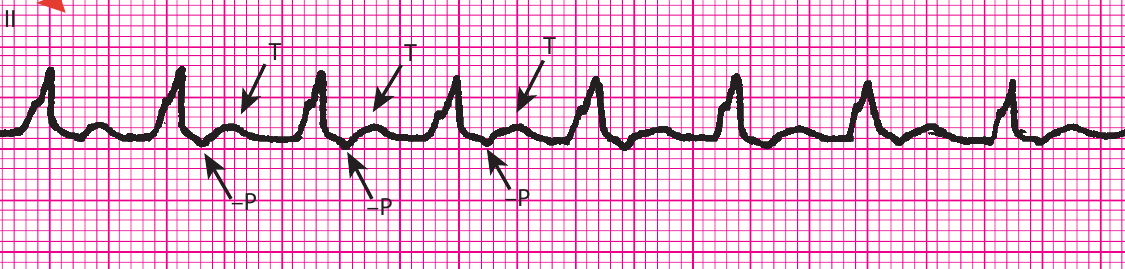
Электрокардиограмма при антидромной АВ-реципрокной (круговой) пароксизмальной тахикардии при синдроме WPW. Отрицательные зубцы P расположены позади широких (сливных) комплексов QRS.

2. Наличие типичной для синдрома WPW Δ-волны;
3. Наличие (не всегда) отрицательного Р после QRS, отражающие ретроградное возбуждение предсердий;
4. ЧСС во время пароксизма обычно достигает 170–250 в минуту.[2]

## Лечение

### Лечение острой аритмии
Используется поэтапный подход к прекращению ортодромной АВРТ. UpToDate рекомендует первоначальное лечение острой ортодромной АВРТ с помощью одного или нескольких вагусных приемов (таких как маневр Вальсальвы и массаж каротидного синуса). Этого может быть достаточно, чтобы вызвать блокаду АВ-узла и прекратить приступ тахикардии.
Если вагусные приемы неэффективны, следует начать фармакологическую терапию препаратами, блокирующими проведение в АВ-узле (аденозин, верапамил, бета-блокаторы).
- В качестве первоначального препарата рекомендуется аденозин основываясь на его эффективности и коротком периоде полураспада.Если аденозин неэффективен, используется внутривенный верапамил в качестве препарата второй линии. Внутривенный аденозин обычно вводится в начальной дозе 6 мг, за которой может последовать доза 12 мг при неэффективности первой дозы. Препарат вводится путем быстрой внутривенной инъекции в течение одной-двух секунд с промыванием катетера физраствором. Пациент должен находиться в лежачем положении из-за риска головокружения и обморока. Внутривенный аденозин эффективен для острого прекращения ортодромной АВРТ у 80-90% пациентов.[6][7][8]
- Внутривенный верапамил, вводимый в виде болюсов по 5 мг у пациентов каждые две-три минуты (до кумулятивной начальной дозы до 15 мг), так же эффективен, как и аденозин для острого прекращения ортодромной АВРТ, при условии, что пациент не является глубоким гипотоником или не страдает сердечной недостаточностью, связанной с тяжелым угнетением систолической функции желудочков.[9][10]

Если вагусные приемы, аденозин и верапамил неэффективны для купирования ортодромной АВРТ, в качестве второй линии терапии можно выбрать внутривенный прокаинамид и бета-блокаторы.
- Прокаинамид (20-50 мг в минуту внутривенно при тщательном контроле артериального давления каждые 5-10 минут до прекращения аритмии, гипотензии, удлинения QRS более чем на 50% или в общей сложности 17 мг/кг) замедляет проводимость и продлевает рефрактерность миокарда предсердий и желудочков, вспомогательных путей, не оказывая при этом никакого эффекта на рефрактерный период АВ-узла[11].
- Метопролол - 2,5-5 мг внутривенно болюсно в течение двух-пяти минут; при отсутствии ответа можно вводить дополнительно 2,5-5 мг внутривенно болюсно каждые 10 минут до общей дозы 15 мг.

Несмотря на то, что ретроградное проведение через АВ-узел может быть "слабым звеном" при антидромной АВРТ, следует избегать внутривенного введения препаратов, блокирующих АВ-узел, таких как аденозин, верапамил и бета-блокаторы, пока не будет точно известно, что тахикардия является антидромной АВРТ.
С практической точки зрения, проверить это сложно вне электрофизиологической лаборатории, поэтому внутривенным препаратом выбора для острого лечения для прекращения известной или подозреваемой антидромной АВРТ является прокаинамид. Прокаинамид обычно вводится внутривенно со скоростью 20-50 мг/мин при тщательном контроле артериального давления каждые 5-10 минут, пока аритмия не прекратится, не наступит гипотензия, QRS не удлинится более чем на 50%, или не будет введено в общей сложности 17 мг/кг. Даже если это не приведет к прекращению тахикардии, внутривенный прокаинамид обычно замедляет частоту тахикардии и улучшает гемодинамическое состояние.

### Лечение для предотвращения повторных аритмий

##### Абляция
Для пациентов с дополнительным путем проведения и симптоматическими аритмиями, включая ортодромную АВРТ, антидромную АВРТ рекомендуется катетерная абляция вместо фармакологической терапии. Стандартным источником энергии для аблации вспомогательных путей является радиочастотный ток, хотя криоэнергия может использоваться как альтернатива радиочастотной энергии для аблации вспомогательных путей, которые находятся в непосредственной близости от АВ-узла.

#### Медикаментозная терапия для профилактики аритмий
Для пациентов с дополнительным путем проведения и симптоматическими аритмиями, включая ортодромную АВРТ, антидромную АВРТ, которые не являются кандидатами или отказываются от абляции используется фармакологическая терапия.

##### При рецидивирующей ортодромной АВРТ
- Антиаритмические препараты класса IC флекаинид и пропафенон обладают наиболее благоприятным соотношением польза/риск и являются препаратами выбора для профилактики рецидивирующей ортодромной АВРТ.[12][13] Важным исключением является наличие известного коронарного заболевания, при котором препараты класса IC могут увеличить смертность из-за проаритмии.
- Бета-блокаторы все еще иногда используются в качестве терапии второй линии для хронического подавления ортодромной АВРТ у пациентов с "низким риском".
- Антиаритмические препараты класса IA удлиняют антеградную и ретроградную рефрактерность и замедляют проведение по вспомогательным путям. Однако эти препараты менее мощные, чем препараты класса IC, они лишь минимально удлиняют рефрактерность АВ-узла и имеют значительный риск непереносимых некардиальных побочных эффектов.
- Амиодарон обладает множеством электрофизиологических эффектов, которые делают его эффективным для подавления ортодромной АВРТ, включая бета-блокирующую активность, эффекты класса III для продления реполяризации потенциала действия, блокаду быстрых натриевых и медленных кальциевых каналов и подавление эктопических сокращений.[14][15]

##### При рецидивирующей антидромной АВРТ
Блокирующие АВ-узел препараты (бета-блокаторы, блокаторы кальциевых каналов и дигоксин) противопоказаны из-за возможного возникновения ФП с ускоренным проведением по дополнительному пути.
Препараты класса IC - флекаинид и пропафенон - являются препаратами выбора при отсутствии других противопоказаний, таких как структурное заболевание сердца или ишемия миокарда. Эти препараты могут увеличить смертность у пациентов с известным коронарным заболеванием из-за проаритмии.

## Примечание
1. 1 2  Luigi Di Biase, MD, PhD, FHRS, FACCEdward P Walsh, MD. Atrioventricular reentrant tachycardia (AVRT) associated with an accessory pathway. UpToDATE. Wolters Kluwer (26 августа 2022). Дата обращения: 15 апреля 2023. Архивировано 15 апреля 2023 года.
2. 1 2  Ройтберг Григорий Ефимович. Внутренние болезни. Сердечно-сосудистая система / Струтынский Андрей Владиславович. — Москва: МЕДпресс-информ, 2019. — С. 223-224. — 903 с. — ISBN 9785000306581. Архивировано 26 ноября 2019 года.
3. 1 2  Josep Brugada, Demosthenes G. Katritsis, Elena Arbelo, Fernando Arribas, Jeroen J. Bax, Carina Blomström-Lundqvist, Hugh Calkins, Domenico Corrado, Spyridon G. Deftereos, Gerhard-Paul Diller, Juan J. Gomez-Doblas, Bulent Gorenek, Andrew Grace, Siew Yen Ho, Juan-Carlos Kaski, Karl-Heinz Kuck, Pier David Lambiase, Frederic Sacher, Georgia Sarquella-Brugada, Piotr Suwalski, Antonio Zaza, ESC Scientific Document Group. 2019 ESC Guidelines for the management of patients with supraventricular tachycardiaThe Task Force for the management of patients with supraventricular tachycardia of the European Society of Cardiology (ESC) // European Heart Journal. — 2020-02-01. — Т. 41, вып. 5. — С. 655–720. — ISSN 1522-9645. — doi:10.1093/eurheartj/ehz467. Архивировано 13 декабря 2022 года.
4. 1 2 3  Richard L. Page, José A. Joglar, Mary A. Caldwell, Hugh Calkins, Jamie B. Conti, Barbara J. Deal, N. A. Mark Estes, Michael E. Field, Zachary D. Goldberger, Stephen C. Hammill, Julia H. Indik, Bruce D. Lindsay, Brian Olshansky, Andrea M. Russo, Win-Kuang Shen, Cynthia M. Tracy, Sana M. Al-Khatib, Evidence Review Committee Chair‡. 2015 ACC/AHA/HRS Guideline for the Management of Adult Patients With Supraventricular Tachycardia: A Report of the American College of Cardiology/American Heart Association Task Force on Clinical Practice Guidelines and the Heart Rhythm Society // Circulation. — 2016-04-05. — Т. 133, вып. 14. — С. e506–574. — ISSN 1524-4539. — doi:10.1161/CIR.0000000000000311. Архивировано 18 апреля 2023 года.
5. ↑  S. Walker, P. Cutting. Impact of a modified Valsalva manoeuvre in the termination of paroxysmal supraventricular tachycardia // Emergency medicine journal: EMJ. — 2010-04. — Т. 27, вып. 4. — С. 287–291. — ISSN 1472-0213. — doi:10.1136/emj.2009.073866. Архивировано 19 апреля 2023 года.
6. ↑  L. Belardinelli, J. Linden, R. M. Berne. The cardiac effects of adenosine // Progress in Cardiovascular Diseases. — 1989. — Т. 32, вып. 1. — С. 73–97. — ISSN 0033-0620. — doi:10.1016/0033-0620(89)90015-7. Архивировано 19 апреля 2023 года.
7. ↑  J. P. DiMarco, T. D. Sellers, R. M. Berne, G. A. West, L. Belardinelli. Adenosine: electrophysiologic effects and therapeutic use for terminating paroxysmal supraventricular tachycardia // Circulation. — 1983-12. — Т. 68, вып. 6. — С. 1254–1263. — ISSN 0009-7322. — doi:10.1161/01.cir.68.6.1254. Архивировано 19 апреля 2023 года.
8. ↑  J. P. diMarco, T. D. Sellers, B. B. Lerman, M. L. Greenberg, R. M. Berne, L. Belardinelli. Diagnostic and therapeutic use of adenosine in patients with supraventricular tachyarrhythmias // Journal of the American College of Cardiology. — 1985-08. — Т. 6, вып. 2. — С. 417–425. — ISSN 0735-1097. — doi:10.1016/s0735-1097(85)80181-9. Архивировано 19 апреля 2023 года.
9. ↑  R. J. Sung, B. Elser, R. G. McAllister. Intravenous verapamil for termination of re-entrant supraventricular tachycardias: intracardiac studies correlated with plasma verapamil concentrations // Annals of Internal Medicine. — 1980-11. — Т. 93, вып. 5. — С. 682–689. — ISSN 0003-4819. — doi:10.7326/0003-4819-93-5-682. Архивировано 19 апреля 2023 года.
10. ↑  R. L. Rinkenberger, E. N. Prystowsky, J. J. Heger, P. J. Troup, W. M. Jackman, D. P. Zipes. Effects of intravenous and chronic oral verapamil administration in patients with supraventricular tachyarrhythmias // Circulation. — 1980-11. — Т. 62, вып. 5. — С. 996–1010. — ISSN 0009-7322. — doi:10.1161/01.cir.62.5.996. Архивировано 19 апреля 2023 года.
11. ↑  W. J. Mandel, M. M. Laks, K. Obayashi, H. Hayakawa, W. Daley. The Wolff-Parkinson-White syndrome: pharmacologic effects of procaine amide // American Heart Journal. — 1975-12. — Т. 90, вып. 6. — С. 744–754. — ISSN 0002-8703. — doi:10.1016/0002-8703(75)90464-0. Архивировано 19 апреля 2023 года.
12. ↑  P. L. Ludmer, N. E. McGowan, E. M. Antman, P. L. Friedman. Efficacy of propafenone in Wolff-Parkinson-White syndrome: electrophysiologic findings and long-term follow-up // Journal of the American College of Cardiology. — 1987-06. — Т. 9, вып. 6. — С. 1357–1363. — ISSN 0735-1097. — doi:10.1016/s0735-1097(87)80478-3. Архивировано 19 апреля 2023 года.
13. ↑  S. S. Kim, R. Lal, R. Ruffy. Treatment of paroxysmal reentrant supraventricular tachycardia with flecainide acetate // The American Journal of Cardiology. — 1986-07-01. — Т. 58, вып. 1. — С. 80–85. — ISSN 0002-9149. — doi:10.1016/0002-9149(86)90245-6. Архивировано 18 апреля 2023 года.
14. ↑  M. B. Rosenbaum, P. A. Chiale, D. Ryba, M. V. Elizari. Control of tachyarrhythmias associated with Wolff-Parkinson-White syndrome by amiodarone hydrochloride // The American Journal of Cardiology. — 1974-08. — Т. 34, вып. 2. — С. 215–223. — ISSN 0002-9149. — doi:10.1016/0002-9149(74)90200-8. Архивировано 19 апреля 2023 года.
15. ↑  H. J. Wellens, K. I. Lie, F. W. Bär, J. C. Wesdorp, H. J. Dohmen, D. R. Düren, D. Durrer. Effect of amiodarone in the Wolff-Parkinson-White syndrome // The American Journal of Cardiology. — 1976-08. — Т. 38, вып. 2. — С. 189–194. — ISSN 0002-9149. — doi:10.1016/0002-9149(76)90148-x. Архивировано 19 апреля 2023 года.
16. ↑  D. S. Echt, P. R. Liebson, L. B. Mitchell, R. W. Peters, D. Obias-Manno, A. H. Barker, D. Arensberg, A. Baker, L. Friedman, H. L. Greene. Mortality and morbidity in patients receiving encainide, flecainide, or placebo. The Cardiac Arrhythmia Suppression Trial // The New England Journal of Medicine. — 1991-03-21. — Т. 324, вып. 12. — С. 781–788. — ISSN 0028-4793. — doi:10.1056/NEJM199103213241201. Архивировано 22 марта 2023 года.